# Куштелник (Муреш)
Куштелник (рум. Cuștelnic) насеље је у Румунији у округу Муреш у општини Тарнавени. Oпштина се налази на надморској висини од 287 m.

## Становништво
Према подацима из 2002. године у насељу је живело 571 становника.

### Попис2002.
| Расподела становништва по националности 2002.‍ | Расподела становништва по националности 2002.‍ | Расподела становништва по националности 2002.‍ | Расподела становништва по националности 2002.‍ | Расподела становништва по националности 2002.‍ |
| --------------------------------------------- | --------------------------------------------- | --------------------------------------------- | --------------------------------------------- | --------------------------------------------- |
|                                               |                                               |                                               |                                               |                                               |
| Румуни                                        | Румуни                                        |                                               | 498                                           | 87,4%                                         |
| Мађари                                        | Мађари                                        |                                               | 40                                            | 7,0%                                          |
| Роми                                          | Роми                                          |                                               | 32                                            | 5,6%                                          |